# Eutanyacra succincta
Eutanyacra succincta là một loài tò vò trong họ Ichneumonidae.